# Haley Joel Osment
Haley Joel Osment (Los Angeles, Kalifornia, 1988. április 10. –) amerikai színész.
Az 1990-es években gyermekszínészként számos filmben és televíziós műsorban feltűnt, köztük az 1994-es Forrest Gump című filmdrámában, melyben a címszereplő fiát alakította. Hírnevet az 1999-ben M. Night Shyamalan által megrendezett Hatodik érzék című thrillerrel szerzett, ebben egy halottakkal kommunikálni tudó médiumot játszott. Szerepléséért Oscar-díjra jelölték legjobb férfi mellékszereplő kategóriában. A Hatodik érzék után olyan, nagy költségvetésű hollywoodi filmekben kapott szerepeket, mint A jövő kezdete (2000) és az A. I. – Mesterséges értelem (2001).
2008-ban debütált a Broadwayen David Mamet Amerikai bölény című színdarabjával. Szinkronszínészként számos alkalommal kölcsönözte hangját, többek között a Kingdom Hearts című videójáték-sorozatban.

## Gyermekkora és családja
Los Angelesben született, a tanárnő Theresa (leánykori nevén Seifert) és a színpadi, illetve filmszínész Michael Eugene Osment első gyermekeként. Nála majdnem négy évvel fiatalabb húgával, a később szintén színészi hivatást választó Emilyvel együtt római katolikus családban nőtt fel és Alabamából származó szüleit idézve „régimódi, jó déli neveltetést” kapott.

## Színészi pályafutása

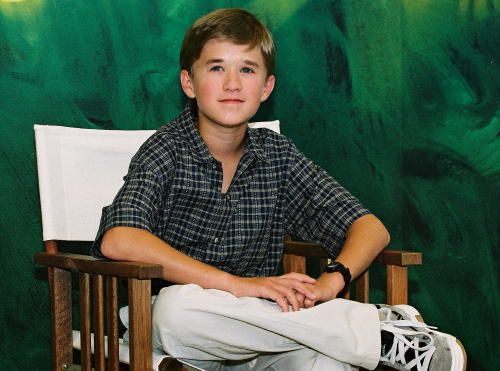
Gyermekszínészként 2001-ben

Pályafutása színészként négyéves korában kezdődött, amikor édesanyjával ellátogattak egy újonnan nyílt IKEA üzletbe. Itt iratkozott fel egy fiatal színészeket kereső tehetségkutató programba, melynek keretén belül később meghallgatásra hívták és rövid szereplést nyert egy Pizza Hut reklámban. A reklámfilm indította be karrierjét, első televíziós szerepét a Thunder Alley című szitcomban kapta. Legelső filmes szereplésére az 1994-es Forrest Gumpban került sor, melyben a címszereplő Tom Hanks fiát játszhatta. Az 1990-es évek folyamán számos tévéműsorban feltűnt, köztük a Walker, a texasi kopó, az Angyali érintés, az Ally McBeal és a Chicago Hope Kórház című sorozatokban. A televíziózás mellett filmekben is szerepeket vállalt, az 1996-os Segíts, mumus! című fantasyfilmben Whoopi Goldberg és Gérard Depardieu színésztársa volt.
A hírnevet az 1999-es Hatodik érzék mellékszerepe hozta el számára. Bruce Willis oldalán egy természetfeletti képességekkel megáldott kisfiút alakít, aki médiumként képes halott emberekkel kommunikálni. Osment a szerepért Szaturnusz-díjat nyert legjobb fiatal színész kategóriában. A legjobb mellékszereplőnek járó Oscarra is jelölték, de végül alulmaradt Michael Caine-nel szemben.
Következő, A jövő kezdete (2000) című filmjében Kevin Spacey és Helen Hunt mellett szerepelt. 2001-ben Steven Spielberg A. I. – Mesterséges értelem című rendezésében Osment kritikai sikert aratott és fiatal színészként megnyerte második Szaturnusz-díját is. Roger Ebert filmkritikus szerint „Osment, aki szinte minden jelenetben szerepel, a jelenleg aktívan dolgozó legjobb színészek egyike”. 2002 és 2003 között a színész a hangját kölcsönözte olyan Walt Disney Pictures-filmekben, mint A házimaci, A Notre Dame-i toronyőr 2. – A harang rejtélye és a A dzsungel könyve 2.. 2002-től a Kingdom Hearts című videójáték-sorozat több részében is szinkronszínészként dolgozott. A filmvászonra 2003-ban tért vissza a Leharcolt oroszlánok című dráma-vígjátékkal.
A 2000-es évek során még olyan filmekben szerepelt, mint a Ki nyeri a bajnokságot? (2007) és a Montana Amazon (2010). Utóbbiban a színészet mellett vezető producerként is közreműködött. 2013-ban és 2014-ben az Amazon cég Alpha House című, politikai szatíra témájú websorozatában volt látható. 2014-ben főszerepet játszott a Sex Ed című vígjátékban. Kevin Smith két filmjében is szerepet kínált Osmentnek: a 2014-es Agyar című horrorfilmben, valamint a 2016-os Yoga Hosers című horror-vígjátékban. 2017-től a színész a HBO Szilícium-völgy című vígjáték-sorozatában visszatérő szereplő.

## Filmográfia

### Film
| Év   | Magyar cím                                       | Eredeti cím                                         | Szerep                             | Magyar hang      |
| ---- | ------------------------------------------------ | --------------------------------------------------- | ---------------------------------- | ---------------- |
| 1994 | Forrest Gump                                     | Forrest Gump                                        | Forrest Gump, Jr.                  | Szalay Csongor   |
| 1994 | Segítség, karácsony!                             | Mixed Nuts                                          | kisfiú                             |                  |
| 1995 | Holtomiglan, holtodiglan                         | For Better or Worse                                 | Danny                              |                  |
| 1996 | Segíts, mumus!                                   | Bogus                                               | Albert Franklin                    | Szalay Csongor   |
| 1997 | A Szépség és a Szörnyeteg: Varázslatos karácsony | Beauty and the Beast: The Enchanted Christmas       | Csészike (hangja)                  | Előd Álmos       |
| 1999 | Hatodik érzék                                    | The Sixth Sense                                     | Cole Sear                          | Kováts Dániel    |
| 1999 | Áprilisi emlékek                                 | I'll Remember April                                 | Peewee Clayton                     |                  |
| 2000 | A jövő kezdete                                   | Pay It Forward                                      | Trevor McKinney                    | Stukovszky Tamás |
| 2000 |                                                  | Spot the Dog                                        | Spot kutya (hangja)                |                  |
| 2001 | A. I. – Mesterséges értelem                      | A.I. Artificial Intelligence                        | David                              | Gacsal Ádám      |
| 2001 | Az úr morzsái                                    | Edges of the Lord                                   | Romek                              |                  |
| 2002 | A Notre Dame-i toronyőr 2. – A harang rejtélye   | The Hunchback of Notre Dame II                      | Zephyr (hangja)                    | Baradlay Viktor  |
| 2002 | A házimaci                                       | The Country Bears                                   | Beary Barrington (hangja)          | Baráth István    |
| 2003 | Leharcolt oroszlánok                             | Secondhand Lions                                    | Walter Caldwell                    | Gacsal Ádám      |
| 2003 | A dzsungel könyve 2.                             | The Jungle Book 2                                   | Maugli (hangja)                    | Baradlay Viktor  |
| 2007 | Ki nyeri a bajnokságot?                          | Home of the Giants                                  | Robert 'Gar' Gartland              |                  |
| 2010 |                                                  | Montana Amazon                                      | Womple Dunderhead                  |                  |
| 2012 |                                                  | Sassy Pants                                         | Chip Hardy                         |                  |
| 2013 | Tiszta lappal                                    | I'll Follow You Down                                | Erol                               |                  |
| 2014 | Agyar                                            | Tusk                                                | Teddy Craft                        | Czető Roland     |
| 2014 |                                                  | Sex Ed                                              | Ed Cole                            |                  |
| 2015 |                                                  | Wrestling Isn't Wrestling (rövidfilm)               | színházi néző                      |                  |
| 2015 |                                                  | The World Made Straight                             | Shank                              |                  |
| 2015 | Törtetők                                         | Entourage                                           | Travis McCredle                    | Szabó Máté       |
| 2016 |                                                  | Me Him Her                                          | Haley                              |                  |
| 2016 | Jógamánia                                        | Yoga Hosers                                         | Adrien Arcand                      |                  |
| 2016 |                                                  | Almost Friends                                      | Ben                                |                  |
| 2017 |                                                  | Izzy Gets the F*ck Across Town                      | Walt                               |                  |
| 2017 |                                                  | CarGo                                               | Danny (hangja)                     |                  |
| 2019 | Átkozottul veszett, sokkolóan gonosz és hitvány  | Extremely Wicked, Shockingly Evil and Vile          | Jerry Thompson                     | Szalay Csongor   |
| 2020 |                                                  | Bad Therapy                                         | Reed                               |                  |
| 2020 | Jó utat a tudatmódosítók világában!              | Have a Good Trip: Adventures in Psychedelics        | Gabe                               |                  |
| 2022 | A tini nindzsa teknőcök felemelkedése: A film    | Rise of the Teenage Mutant Ninja Turtles: The Movie | Casey Jones (hangja)               | Csiby Gergely    |
| 2023 | Ismerős a múltból                                | Somebody I Used to Know                             | Jeremy                             | Láng Balázs      |
| 2023 | Lego Marvel Bosszúállók: Vörös kód               | Lego Marvel Avengers: Code Red                      | Taneleer Tivan / A Gyűjtő (hangja) | Hamvas Dániel    |
| 2024 |                                                  | Drugstore June                                      | Davey                              |                  |
| 2024 | Vészjelzés                                       | Blink Twice                                         | Tom                                | Szalay Csongor   |
| 2024 | Happy, a flúgos golfos 2.                        | Happy Gilmore 2                                     | Billy Jenkins                      | Szalay Csongor   |

### Televízió
| Év        | Magyar cím                         | Eredeti cím                                    | Szerep                               | Megjegyzések                                  |
| --------- | ---------------------------------- | ---------------------------------------------- | ------------------------------------ | --------------------------------------------- |
| 1994      |                                    | The Larry Sanders Show                         | kisfiú                               | 1 epizód                                      |
| 1994      |                                    | Lies of the Heart: The Story of Laurie Kellogg | Kyle                                 | tévéfilm                                      |
| 1994–1995 |                                    | Thunder Alley                                  | Harry Turner                         | 27 epizód                                     |
| 1995–1997 |                                    | The Jeff Foxworthy Show                        | Matt Foxworthy                       | 35 epizód                                     |
| 1997      | Walker, a texasi kopó              | Walker, Texas Ranger                           | Lucas Simms                          | 2 epizód                                      |
| 1997      | Végállomás a Saber folyónál        | Last Stand at Saber River                      | Davis Cable                          | - tévéfilm - magyar hangja: - Előd Álmos      |
| 1997–1998 |                                    | Murphy Brown                                   | Avery Brown #2                       | 6 epizód                                      |
| 1998      | Chicago Hope Kórház                | Chicago Hope                                   | Nathan Cacaci                        | 1 epizód                                      |
| 1998      | Angyali érintés                    | Touched by an Angel                            | John Henry                           | 1 epizód                                      |
| 1998      | A Kaméleon                         | The Pretender                                  | Davey Simpkins                       | 2 epizód                                      |
| 1998      | A rettegés tava                    | The Lake                                       | Dylan Hydecker                       | tévéfilm                                      |
| 1998      |                                    | Ransom of Red Chief                            | Andy Dorset                          | tévéfilm                                      |
| 1998      | Taxival Kanadába                   | Cab to Canada                                  | Bobby                                | tévéfilm                                      |
| 1999      | Ally McBeal                        | Ally McBeal                                    | Eric Stall                           | 1 epizód                                      |
| 1999      | Hé, Arnold!                        | Hey Arnold!                                    | Curly Gammelthorpe (hangja)          | 1 epizód                                      |
| 2000      |                                    | Buzz Lightyear of Star Command                 | Myka (hangja)                        | 1 epizód                                      |
| 2000–2001 | Family Guy                         | Family Guy                                     | több szereplő hangja                 | 3 epizód                                      |
| 2005      |                                    | Immortal Grand Prix                            | Takeshi Jin (angol hangja)           | 26 epizód                                     |
| 2013–2014 |                                    | Alpha House                                    | Shelby Mellman                       | 12 epizód                                     |
| 2014      |                                    | The Spoils of Babylon                          | Winston Morehouse                    | 3 epizód                                      |
| 2015      |                                    | The Spoils Before Dying                        | Alistair St. Barnaby-Bixby-Jones     | 5 epizód                                      |
| 2015      | Tömény történelem                  | Drunk History                                  | Kid Blink                            | 1 epizód                                      |
| 2015–2016 |                                    | Comedy Bang! Bang!                             | Slow Joey                            | 10 epizód                                     |
| 2016      |                                    | The Eric Andre Show                            | vendég                               | 1 epizód                                      |
| 2017      |                                    | Oasis                                          | Sy                                   | próbaepizód                                   |
| 2017      | Szilícium-völgy                    | Silicon Valley                                 | Keenan Feldspar                      | 3 epizód                                      |
| 2017–2019 | Pedagógerek                        | Teachers                                       | Damien                               | 2 epizód                                      |
| 2017–2019 | Future Man                         | Future Man                                     | Dr. Stu Camillo                      | - 3 epizód - magyar hangja: - Hamvas Dániel   |
| 2018      |                                    | Swedish Dicks                                  | Dave                                 | 1 epizód                                      |
| 2018      | X-akták                            | The X-Files                                    | Davey James / fiatal John James      | 1 epizód                                      |
| 2018      |                                    | Rob Riggle's Ski Master Academy                | Gaston Lebone                        | 1 epizód                                      |
| 2019      | A fiúk                             | The Boys                                       | Mesmer                               | 2 epizód                                      |
| 2019–2021 | A Kominsky-módszer                 | The Kominsky Method                            | Robby                                | 7 epizód                                      |
| 2020      | Robotcsirke                        | Robot Chicken                                  | Kevin Jonas / Tim Murphy (hangja)    | 1 epizód                                      |
| 2020      |                                    | Star Trek: Lower Decks                         | O'Connor (hangja)                    | 1 epizód                                      |
| 2020      |                                    | The George Lucas Talk Show                     | önmaga                               | 1 epizód                                      |
| 2020–2023 | Hétköznapi vámpírok – A sorozat    | What We Do in the Shadows                      | Topher Delmonico                     | 2 epizód                                      |
| 2021      | Góliát                             | Goliath                                        | Dylan Zax                            | 6 epizód                                      |
| 2021      |                                    | Awkwafina is Nora from Queens                  | Amos                                 | 1 epizód                                      |
| 2021–2022 | Jurassic World: Krétakori tábor    | Jurassic World Camp Cretaceous                 | Kash D. Langford (hangja)            | 4-5. évad                                     |
| 2021–2022 | Űrkutyák                           | Dogs in Space                                  | Vacak (hangja)                       | - főszereplő - magyar hangja: - Csiby Gergely |
| 2022      | Macitesók                          | We Baby Bears                                  | Teddi, Bear 3 (hangja)               | 1 epizód                                      |
| 2022      | Az út vége a paranormális parkban  | Dead End: Paranormal Park                      | Danny (hangja)                       | 1 epizód                                      |
| 2022      | A Titokzatos Benedict Társaság     | The Mysterious Benedict Society                | One Two                              | 1 epizód                                      |
| 2022–2023 |                                    | DreamWorks Dragons: The Nine Realms            | Buzzsaw (hangja)                     | 2-6. évad                                     |
| 2023      | Star Wars: Fiatal Jedik kalandjai  | Star Wars: Young Jedi Adventures               | Raxlo (hangja)                       | 3 epizód                                      |
| 2024      | Batman: A köpenyes lovag           | Batman: Caped Crusader                         | Anton Night(hangja)                  | 1 epizód                                      |
| 2024      |                                    | Jimmy Kimmel Live!                             | J. D. Vance                          | 1 epizód                                      |
| 2025      | Marvel: Póki és csodálatos barátai | Spidey and His Amazing Friends                 | Vízember (hangja)                    | 1 epizód                                      |
| 2025      | Poker Face                         | Poker Face                                     | Kirby Kowalczyk                      | 2 epizód                                      |
| 2025      | Wednesday                          | Wednesday                                      | Chet LaTroy / Kansas City-i skalpoló | 3 epizód                                      |

### Videójátékok
| Év   | Cím                                          | Szerep                 |
| ---- | -------------------------------------------- | ---------------------- |
| 2002 | Kingdom Hearts                               | Sora                   |
| 2004 | Kingdom Hearts: Chain of Memories            | Sora (archív felvétel) |
| 2005 | Kingdom Hearts II                            | Sora                   |
| 2007 | Kingdom Hearts Re:Chain of Memories          | Sora                   |
| 2009 | Kingdom Hearts 358/2 Days                    | Sora (archív felvétel) |
| 2010 | Kingdom Hearts Birth by Sleep                | Vanitas                |
| 2010 | Kingdom Hearts Re:coded                      | Sora'                  |
| 2012 | Kingdom Hearts 3D: Dream Drop Distance       | Sora / Vanitas         |
| 2013 | Kingdom Hearts HD 1.5 Remix                  | Sora (archív felvétel) |
| 2014 | Kingdom Hearts HD 2.5 Remix                  | Sora / Vanitas         |
| 2017 | Kingdom Hearts HD 2.8 Final Chapter Prologue | Sora / Vanitas         |
| 2018 | Kingdom Hearts III                           | Sora / Vanitas         |
| 2020 | Kingdom Hearts: Melody of Memory             | Sora                   |

## Fordítás
- Ez a szócikk részben vagy egészben  a   Haley Joel Osment című angol Wikipédia-szócikk ezen változatának fordításán alapul.  Az eredeti cikk szerkesztőit annak laptörténete sorolja fel. Ez a jelzés csupán a megfogalmazás eredetét és a szerzői jogokat jelzi, nem szolgál a cikkben szereplő információk forrásmegjelöléseként.